# 공동소유
공동소유란 하나의 물건을 2인 이상의 다수인이 공동으로 소유하는 것을 말한다.

## 공유
제262조 (물건의 공유) (1) 물건이 지분에 의하여 수인의 소유로 된 때에는 공유로 한다. (2) 공유자의 지분은 균등한 것으로 추정한다.

## 합유
제271조 (물건의 합유) (1) 법률의 규정 또는 계약에 의하여 수인의 조합체로서 물건을 소유하는 때에는 합유로 한다. 합유자의 권리는 합유물 전부에 미친다. (2) 합유에 관하여는 전항의 규정 또는 계약에 의하는 외에 다음 3조의 규정에 의한다

## 총유
제275조 (물건의 총유) (1) 법인이 아닌 사단의 사원이 집합체로서 물건을 소유할 때에는 총유로 한다. (2) 총유에 관하여는 사단의 정관 기타 계약에 의하는 외에 다음 2조의 규정에 의한다.

## 미국법

### 공동재산권
tenancy in common 공동재산권은 재산권 소유주와 지분의 분배한 것을 등기상에 명시해 놓는 것으로 투자한 금액에 따라 지분을 소유할 수 있는 것이 가장 큰 특징으로 그리고 이들 3인의 공동 소유주는 자신들의 지분을 언제라도 다른 사람한테 팔 수 있으며 유언이나 상속을 할 수 도 있다. 공동재산권은 공동 소유주 중의 한 명이 사망하면 사망자의 소유 부분이 유언이나 유산 상속법에 의해 다른 사람에게 양도된다.

### 합유재산권
joint tenancy 두 사람 이상이 부동산을 소유하는 것으로 등기권 소유자 중 한 사람의 사망 시에는 등기권 중의 배우자 또는 생존자에게 그 재산권 모두가 이양되는 것으로 합유재산권이 소유자 중 한 명 사망 시 복잡한 재판과정을 거치지 않고 자동적으로 사망자 몫이 생존하고 있는 공동 소유주에게로 넘어가는 것(상대방에게 상속권을 부여하는 공동 소유하는 소유라고도 한다)과 비교할 때 차이가 있으며 특히 합유재산권은 남편이 먼저 사망하면 부동산의 남편 몫은 자동적으로 부인에게로 양도되기 때문에 한인들의 경우 대부분은 합유재산권 소유방식을 선호한다. 합유재산권은 유언을 통해 자신의 지분을 양도할 수 없기 때문에 유증을 하였다 하더라도 효력이 없으므로 자동으로 생존한 다른 공유자에게 자동으로 넘어간다.

### 완전공동소유권
tenancy by the entry

## 같이 보기
- 미국법
- 공유재산법
- 대한민국 민법 제262조 (물건의 공유)
- 대한민국 민법 제271조 (물건의 합유)
- 대한민국 민법 제275조 (물건의 총유)
- 부동산 공동소유